# Liste der Biografien/Hasp
Liste der Biografien |
Portal Biografien |
Personensuche
# |
A |
B |
C |
D |
E |
F |
G |
H |
I |
J |
K |
L |
M |
N |
O |
P |
Q |
R |
S |
T |
U |
V |
W |
X |
Y |
Z |
?
 
Ha |
Hd |
He |
Hi |
Hj |
Hk |
Hl |
Hm |
Hn |
Ho |
Hr |
Hs |
Ht |
Hu |
Hv |
Hw |
Hy
 
Haa |
Hab |
Hac |
Had |
Hae–Haf |
Hag |
Hah |
Hai |
Haj |
Hak |
Hal |
Ham |
Han |
Hao |
Hap |
Haq |
Har |
Has |
Hat |
Hau |
Hav |
Haw |
Hax |
Hay |
Haz
 
Hasa |
Hasb |
Hasc |
Hasd |
Hase |
Hasf |
Hasg |
Hash |
Hasi |
Hasj |
Hask |
Hasl |
Hasm |
Hasn |
Haso |
Hasp |
Hasq |
Hass |
Hast |
Hasu |
Hasv |
Hasw |
Hasz
Die Liste der Biografien führt alle Personen auf, die in der deutschsprachigen Wikipedia einen Artikel haben. Dieses ist eine Teilliste mit 23 Einträgen von Personen, deren Namen mit den Buchstaben „Hasp“ beginnt.

## Hasp

### Haspe
- Haspel, Dieter (1943–2016), österreichischer Regisseur und Theaterleiter
- Haspel, Felix (* 1951), österreichischer Bildhauer, Maler, Grafiker, Lichtkünstler und Textilkünstler
- Haspel, Gina (* 1956), US-amerikanische Geheimdienst-Leiterin
- Haspel, Jörg (* 1953), deutscher Denkmalpfleger und Hochschullehrer
- Haspel, Raoul (* 1979), österreichischer Designer und Medienkünstler
- Haspel, Wilhelm (1898–1952), deutscher Manager, Vorstandsvorsitzender der Daimler-Benz AG
- Haspelmath, Heinrich Conrad (1787–1870), Hannoverscher Viehverschneider und Bauunternehmer
- Haspelmath, Martin (1935–1996), deutscher Orgelbauer
- Haspelmath, Martin (* 1963), deutscher Linguist
- Haspels, Emilie (1894–1980), niederländische Klassische Archäologin
- Haspels, George Frans (1864–1916), niederländischer Prediger und Schriftsteller
- Hasper, Kim (* 1975), deutscher Schauspieler und Synchronsprecher
- Hasper, Ludwig (1825–1890), deutscher Altphilologe und Gymnasiallehrer
- Hasper, Sven (* 1965), deutscher Schauspieler und Synchronsprecher
- Hasperg, Heinrich (1870–1934), deutscher Sportler und Autor

### Haspi
- Haspieder, Florentianus (1657–1706), deutscher Geistlicher
- Haspinger, Ernst (* 1955), italienischer Rodler
- Haspinger, Joachim (1776–1858), österreichischer Pfarrer und Tiroler PatriotJoachim Haspinger (1776–1858)

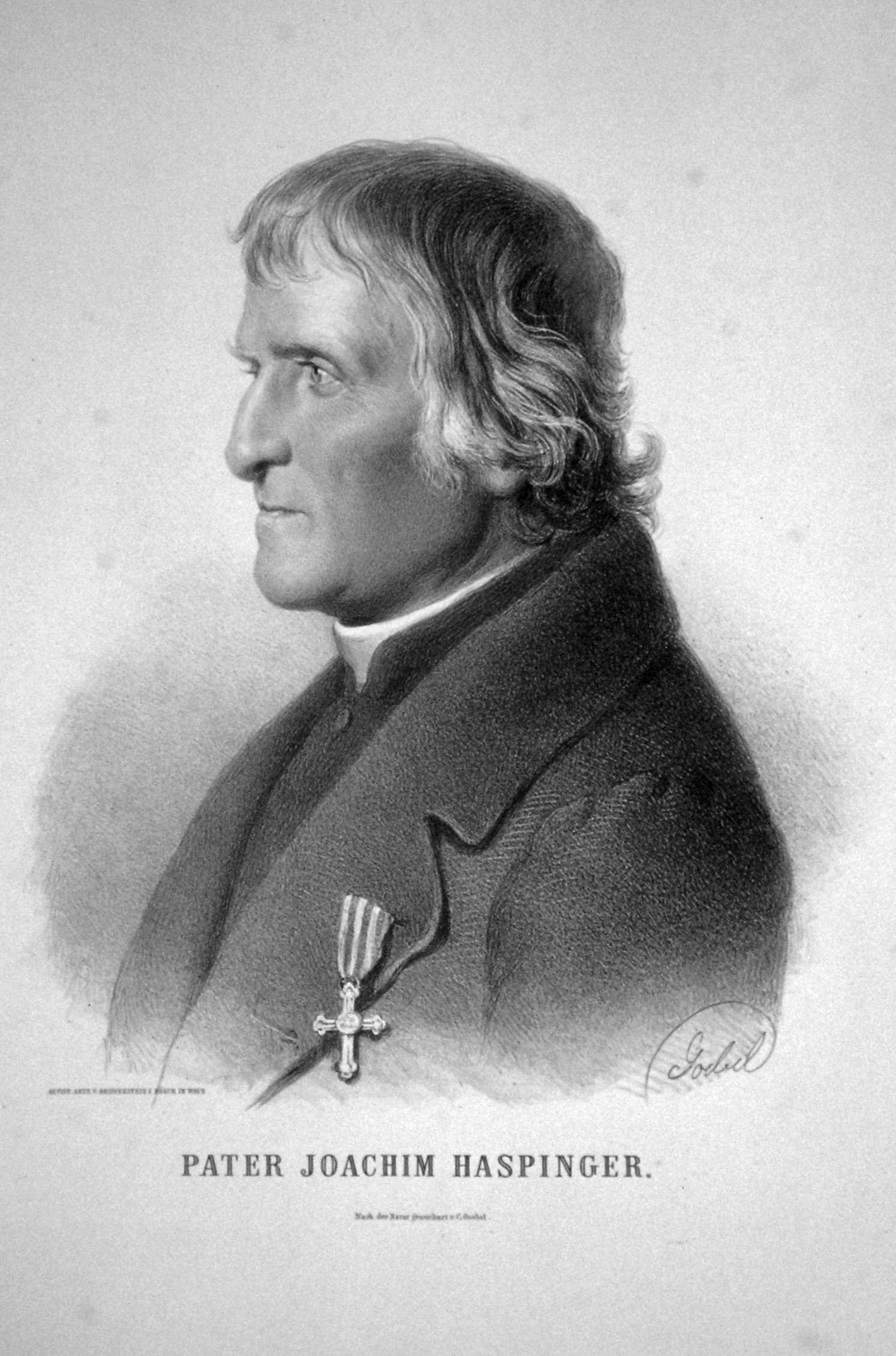
Joachim Haspinger (1776–1858)

- Haspinger, Nick (* 1999), deutscher Handballspieler

### Haspo
- Haspolat, Doğucan (* 2000), türkischer Fußballspieler
- Haspolatlı, Cihan (* 1980), türkischer Fußballspieler

### Haspr
- Haspra, František (1900–1989), slowakischer Geistlicher
- Hasprová, Katarína (* 1972), slowakische Sängerin